# Mammal Species of the World
Mammal Species of the World: A Taxonomic and Geographic Reference, dịch nghĩa: Các loài động vật có vú trên thế giới: Tài liệu tham khảo về địa lý và phân loại học là một tác phẩm tham khảo tiêu chuẩn trong ngành động vật có vú đưa ra các mô tả và dữ liệu thư mục cho các loài động vật có vú đã biết. Hiện tại đã có phiên bản thứ ba của nó, được xuất bản vào cuối năm 2005, được Don E. Wilson và DeeAnn M. Reeder chỉnh sửa.
Một phiên bản trực tuyến được lưu trữ tại Đại học Bucknell, từ đó tên của các loài có thể được tải xuống dưới dạng từ điển tùy chỉnh. Phiên bản trực tuyến một phần có sẵn tại Google Books (xem "Liên kết ngoài" bên dưới).
Ủy ban kiểm tra có trách nhiệm biên dịch và cập nhật MSW. Trong Báo cáo thường niên năm 2015, Ủy ban lưu ý rằng đó là hợp đồng với Johns Hopkins Press cho phiên bản thứ tư của MSW, sẽ được DeeAnn M. Reeder và Kristofer M. Helgen chỉnh sửa. Cơ sở dữ liệu đã được chỉnh sửa cho các tác giả, dẫn đến cập nhật trang web thường xuyên hơn. Ấn phẩm đã được lên kế hoạch cho năm 2017.